# Кызылагач (Манавгат)
Кызылагач (тур.  Kızılağaç) — курортный посёлок и муниципалитет (махалле) в районе Манавгат, провинция Анталья, Турция. Расположен в 80 км от аэропорта Анталья. Его население составляет 2343 человека (2022).

## Достопримечательности
Пляж: крупный песок и галька. Рядом находится древний античный город Сиде.